# Villey-sur-Tille
Villey-sur-Tille település Franciaországban, Côte-d’Or megyében. Lakosainak száma 261 fő (2022. január 1.). Villey-sur-Tille Selongey, Crécey-sur-Tille, Is-sur-Tille és Marey-sur-Tille községekkel határos.

## Népesség
A település népessége az elmúlt években az alábbi módon változott:
| Lakosok száma | 220  | 194  | 259  | 284  | 269  | 263  | 267  | 266  | 263  | 261  |
|               | 1968 | 1982 | 1990 | 2006 | 2013 | 2015 | 2017 | 2019 | 2020 | 2022 |